# スリートゥリー
有限会社スリートゥリー（英: THREETREE Co. Ltd.）は、日本の芸能事務所。

## 所属タレント
※2024年7月現在

### 男性声優
- 板垣優稀
- 金森だいすけ
- 橘諒
- 外崎大輔
- 藤原凱人

### 女性声優
- 大川香織
- 金子六美
- こく井麻希
- 相馬優
- 高杉理奈
- 那谷柊優
- 名取舞
- 橋本和
- 堀篭春奈
- 前川綾香
- 牧ちひろ

### 預かり
- 清水梨々香
- 時多真子
- 渋谷空
- 村上純子

### ミュージシャン
- 佐々木ゆう子
- 大槻ケンヂ（業務提携）

## かつて所属していた主なアーティスト・声優
- 伊藤実華（退所後も業務提携契約を継続していた）
- 亥野麻紀[1][2]
- 嘉陽光
- 河津玲奈
- 清水香里
- 杉山由恵（引退）
- 鈴木美咲（現所属：ワンダースペース）
- 徳留しづか
- 土屋亜有子（現所属：PONTE）
- 長嶋はるか（在籍中に死去[3]）
- 長弘翔子（引退）
- 羽田詩織（現所属：SUPERFINE）
- 藤田由美子[4][5]
- 松岡孝明